# Perpezat
Perpezat ist eine französische Gemeinde mit 422 Einwohnern (Stand: 1. Januar 2022) im Département Puy-de-Dôme in der Region Auvergne-Rhône-Alpes. Perpezat gehört zum Arrondissement Issoire und zum Kanton Orcines (bis 2015: Kanton Rochefort-Montagne). 

## Geographie
Perpezat liegt etwa 26 Kilometer westsüdwestlich von Clermont-Ferrand. Umgeben wird Perpezat von den Nachbargemeinden Gelles im Norden, Saint-Pierre-Roche im Nordosten, Rochefort-Montagne im Osten, Orcival im Osten und Südosten, Mont-Dore im Süden, Laqueuille im Westen und Südwesten, Briffons im Westen sowie Heume-l’Église im Nordwesten.
An der westlichen Gemeindegrenze verläuft der Fluss Miouze, sein Zufluss Vergne durchquert das Gemeindegebiet.

## Bevölkerungsentwicklung
| Jahr                       | 1962 | 1968 | 1975 | 1982 | 1990 | 1999 | 2006 | 2013 |
| Einwohner                  | 615  | 519  | 454  | 420  | 377  | 384  | 372  | 426  |
| Quellen: Cassini und INSEE |      |      |      |      |      |      |      |      |

## Sehenswürdigkeiten
- Kirche Saint-Martin aus dem 19. Jahrhundert